# Коронел
Коронел (шп. Coronel) је општина у Чилеу. По подацима са пописа из 2002. године број становника у месту је био 91.469.

## Демографија
| 2002.  |
| ------ |
| 91,469 |